# Holger Graf
Holger Maria Graf, geb. Fink (* 12. November 1985 in Regensburg) ist ein deutscher Mathematiker und Professor.

## Leben
Nach seinem Abitur im Jahr 2005 am Gymnasium Neutraubling studierte er an der Universität Regensburg und später an der Technischen Universität München im Rahmen des TopMath-Programmes des Elitenetzwerk Bayern Mathematik. Im Jahr 2010 gewann er zusammen mit Klaus Böcker und Alessandra Crimmi den PRMIA Award for New Frontiers in Risk Management. Nach seiner Promotion arbeitete er zunächst bei Goldman Sachs, bevor er 2014 als Postdoc an die Ludwig-Maximilians-Universität München wechselte.
Im Jahr 2016 wurde er auf die Professur für Quantitative Methoden in der Betriebswirtschaft an der Hochschule für Wirtschaft und Umwelt Nürtingen-Geislingen berufen. Im Jahr 2018 nahm er einen Ruf als Professor für Wirtschafts- und Finanzmathematik an die Hochschule München an. Seit 2021 ist er nach einem erneuten Wechsel nun Professor für Allgemeine Betriebswirtschaftslehre, insbesondere Finanzmanagement, an der Hochschule für Wirtschaft und Umwelt Nürtingen-Geislingen.
Zusammen mit dem Gründer von Finanzfluss, Thomas Kehl, produziert er seit dem 16. August 2022 den wöchentlich erscheinenden Podcast Marktgeflüster. Der Podcast handelt von den Themen: Börse, Finanzen, Wirtschaft und Karriere.
Im März 2024 veröffentlichte er im Selbstverlag das Buch When Lambo? Ein ehemaliger Goldman Sachs Banker erklärt die Finanzwelt.

## Publikationen (Auswahl)
- mit Stefan Mittnik: Quanto pricing models beyond Black-Scholes. Journal of Risk and Financial Management, 14(3): 136, 2021. https://doi.org/10.3390/jrfm14030136
- mit Sebastian Geissel, Jörn Sass und Frank Seifried: Implied risk aversion: An alternative rating system for retail structured products. Review of Derivatives Research, 22(3): 357–387, 2019. https://doi.org/10.1007/s11147-018-9151-0
- mit Francesca Biagini und Claudia Klüppelberg: A fractional credit model with long range dependent default rate. Stochastic Processes and their Applications, 123(4): 1319–1347, 2013. https://doi.org/10.1016/j.spa.2012.12.006
- mit Claudia Klüppelberg: Fractional Lévy driven Ornstein-Uhlenbeck processes and stochastic differential equations. Bernoulli, 17(1): 484–506, 2011. https://doi.org/10.3150/10-BEJ281